# Preussiska östbanan

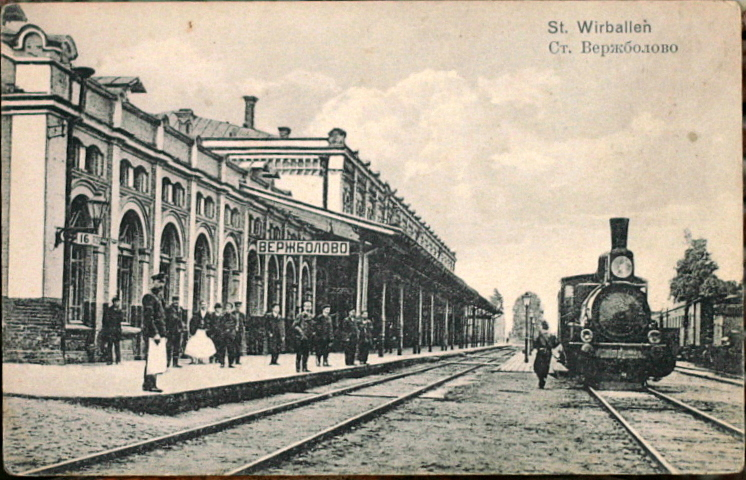
Gränsstation Wirballen i Kybartai omkring 1900.

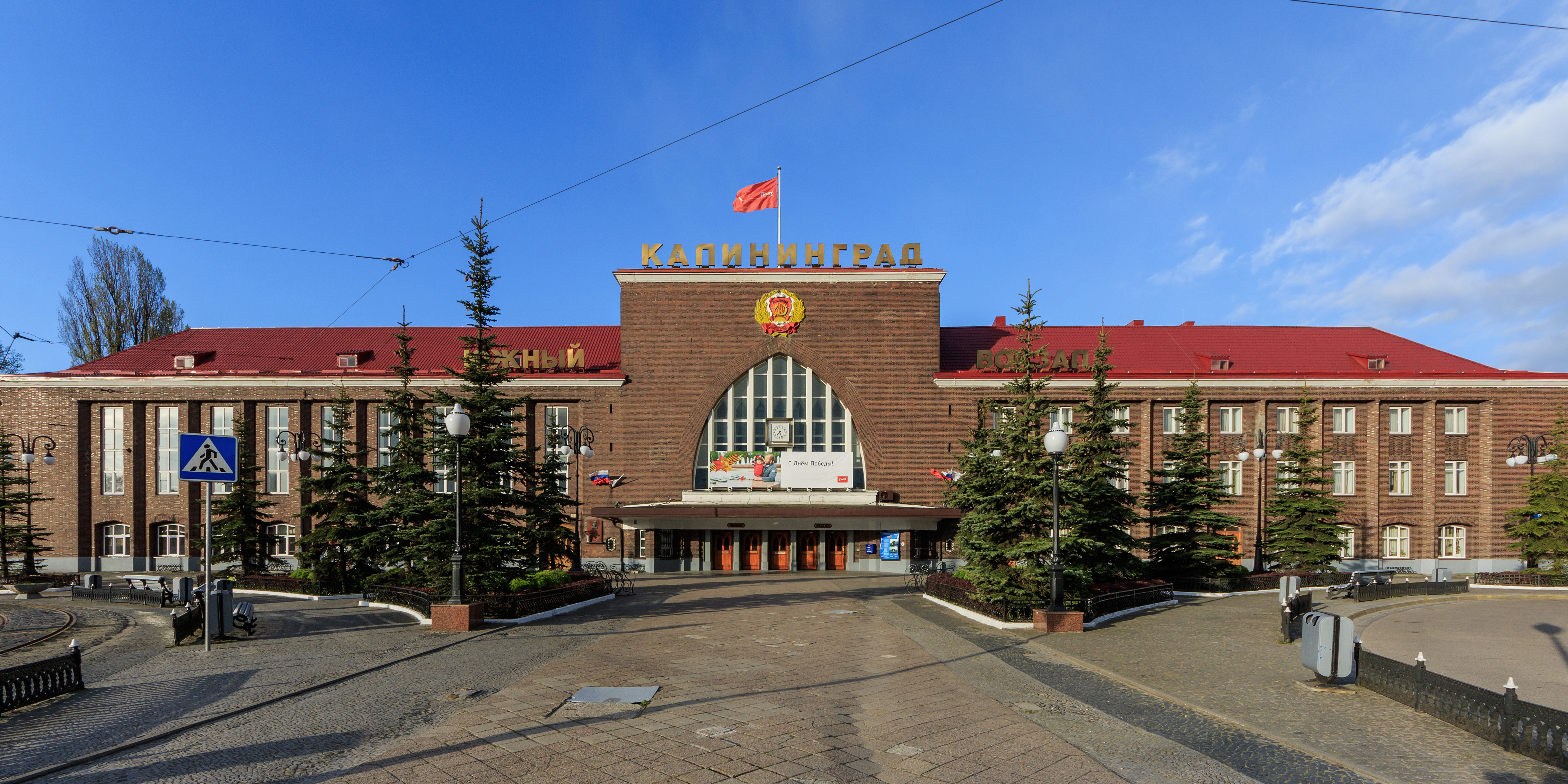
Kaliningrad Passaschirski (tidigare Königsberg Hauptbahnhof).

Preussiska östbanan var en järnväg som byggdes av den preussiska staten för att få en järnvägsförbindelse mellan Berlin och de östliga provinserna Brandenburg, Pommern, Posen, Västpreussen och Östpreussen. Den 740 kilometer långa förbindelsen från Berlin via Königsberg till Eydtkuhnen vid gränsen till Ryssland var huvudsträckningen. Tillsammans med olika gren- och parallellinjesträckningar hade Preussiska östbanan i mars 1880 ett linjenät på 2.210 kilometer och var därmed en av de viktigaste delarna av de preussiska statsjärnvägarna.
Järnvägssträckningen byggdes i flera etapper och stod färdig i oktober 1867, då den sista delsträckan Oderlandbahn, mellan gamla Berlin Ostbahnhof och Strausberg invigdes. År 1882 flyttades ändstationen till Berlin Ostbahnhof. 
Under mellankrigstiden var sträckan genom Chojnice och Tczew del av den polska korridoren och trafikerades av tyska tåg i korridortrafik. År 1937 var linjenätet 4 176 kilometer. Den 22 januari 1945 körde det sista tåget från Königsberg till Berlin, och sedan dess har det inte varit någon genomgående trafik på linjen.

## Betydelse

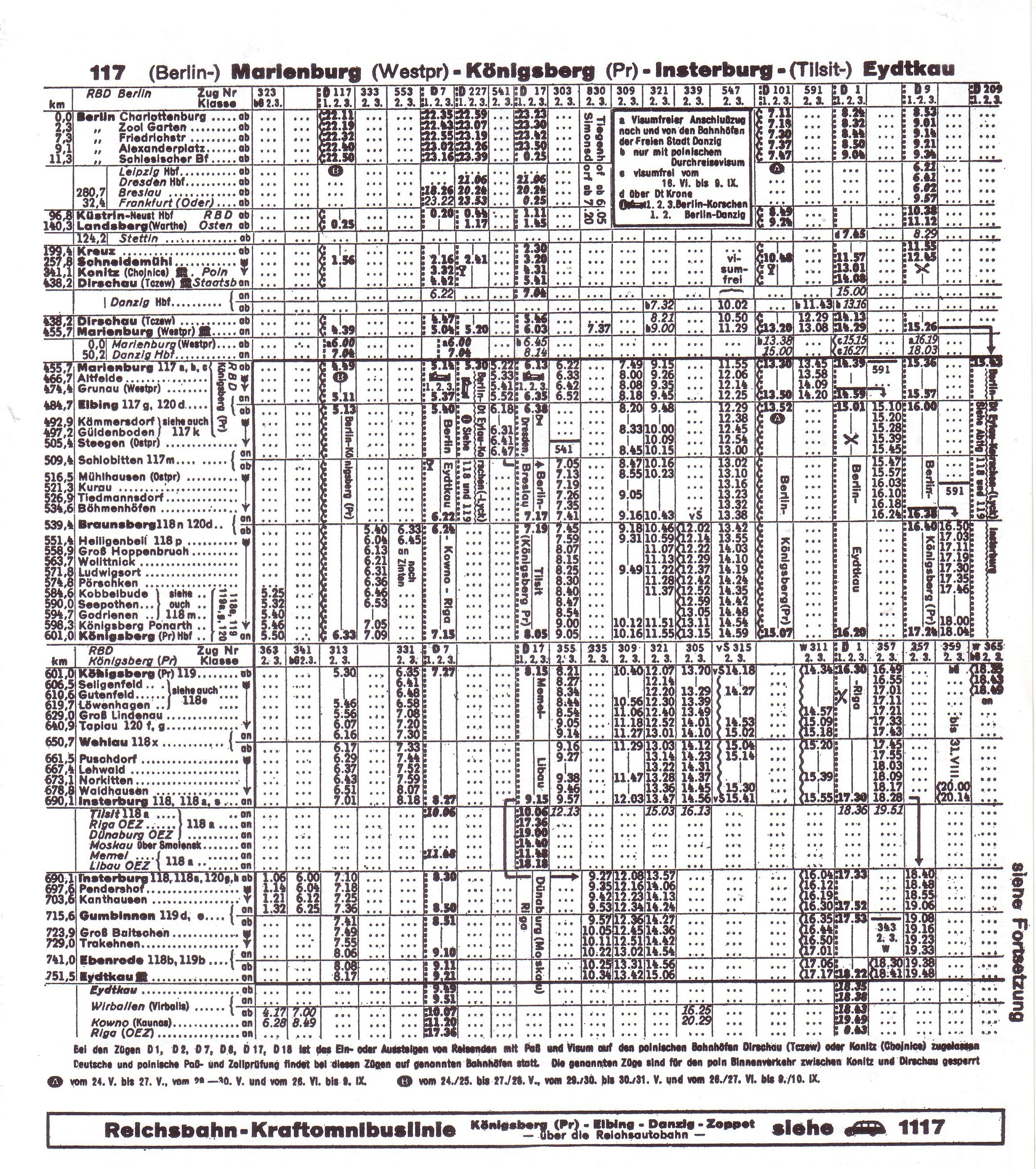
1938/1939 års tidtabell för passagerartrafiken Berlin – Königsberg. Med expresståg tog resan omkring sju och en halv timme.

När banan var fullt utbyggd, knöt den samman de östliga preussiska provinserna med Berlin. Godstrafiken översteg förväntningarna med stor marginal, huvudsakligen med jordbruksprodukter: boskap, spannmål och grönsaker.  
Genom etableringen av Östbanan uppkom också en inhemsk järnvägsindustri. År 1855 började Union-Giesserei Königsberg tillverka lokomotiv, och 1860 grundade Ferdinand Schichau Schichau-Werke i Elbing. Die Königsberger Landmaschinenfabrik L. Steinfurt byggde gods- och personvagnar.
Före första världskriget gick dagligen sju fjärrgodståg till Berlin från Tysklands östligaste provinser samt 15 långdistanspersontåg mellan Berlin och Ostpreussen.

## Östbanan idag

### Passagerartrafik på Östbanan
Idag har järnvägen främst regional betydelse och trafikeras inte längre av fjärrtrafik längs hela sträckan. Det är fortfarande möjligt att resa med regionaltrafik Berlin – Elbląg, med byte i Kostrzyn nad Odrą, Gorzów Wielkopolski, Krzyż Wielkopolski, Chojnice och Tczew.. Den östligaste delen av banan, öster om Braniewo, som korsar Kaliningradexklaven, är ombyggd till rysk spårvidd och hela banan kan därför inte trafikeras med genomgående tåg.

### Genom Tyskland
Sedan gränsändringarna efter andra världskriget ligger bara sträckan från Berlin till floden Oder kvar i Tyskland, och trafikeras av regionaltåg på linjen Berlin-Lichtenberg – Strausberg – Müncheberg – Seelow-Gusow – Küstrin-Kietz – tysk-polska gränsen (Oder) – Kostrzyn nad Odrą. 

### Genom Polen
Den del av östbanans huvudlinje som sedan kriget ligger i Polen utgör idag järnvägen Kostrzyn nad Odrą  –  Gorzów Wielkopolski – Krzyż Wielkopolski – Piła – Chojnice – Tczew – Malbork – Elbląg – Braniewo. Järnvägen kom på grund av de ändrade gränserna och resvägarna efter kriget att förlora status som huvudlinje för fjärrtrafiken och den nedgraderades från dubbelspårig till enkelspårig längs stora delar av banan.

### Genom Ryssland
Sektionen från Kaliningrad till Kybartai i Litauen är den enda sträckan av den tidigare Östbanan som fortfarande har större ekonomisk betydelse, i och med att den är transitväg mellan Kaliningradexklaven och övriga Ryssland. Den har byggts om till rysk spårvidd.

## Bildgalleri

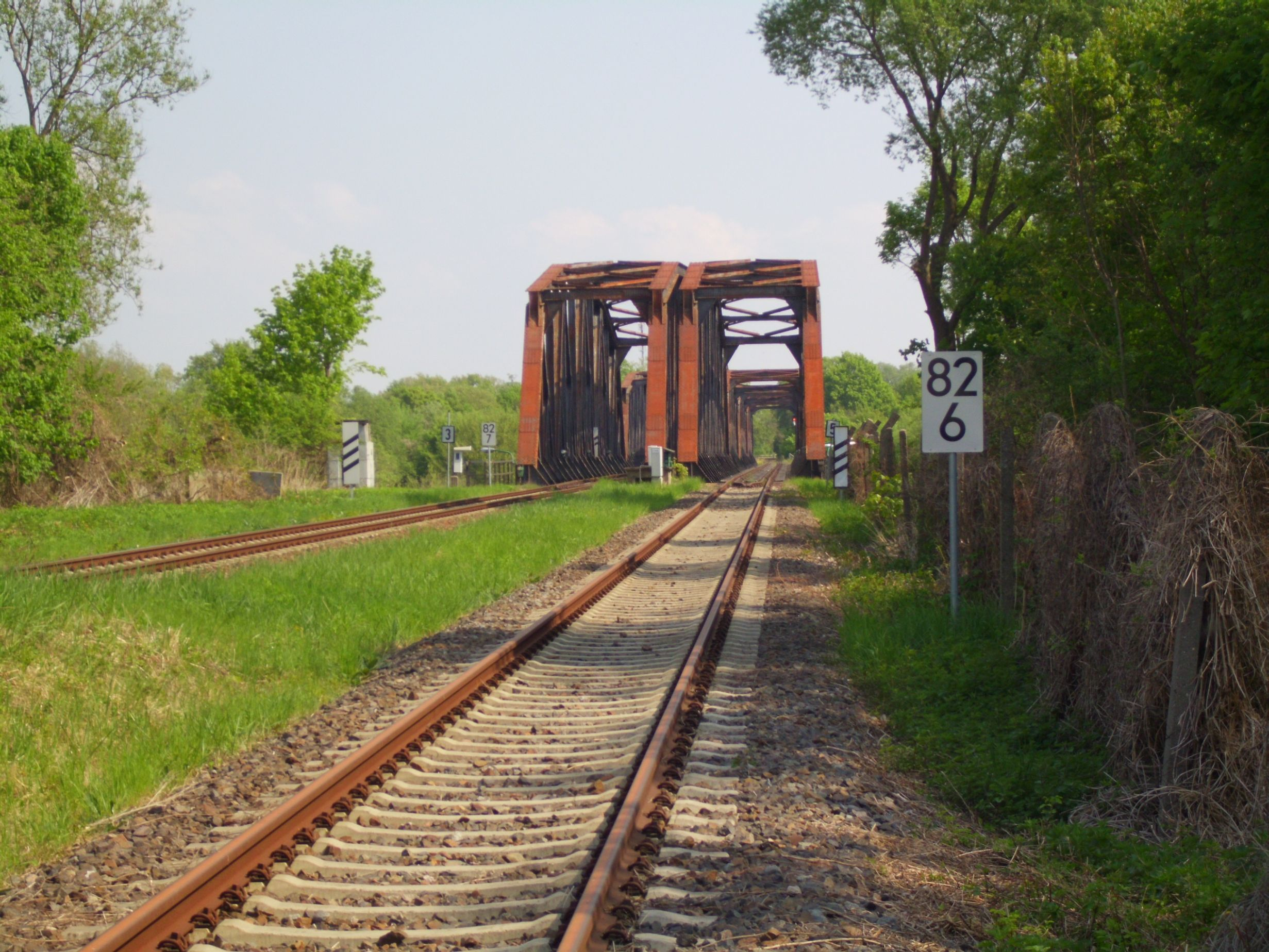
Bron över Oder vid gränsen mellan Tyskland och Polen.
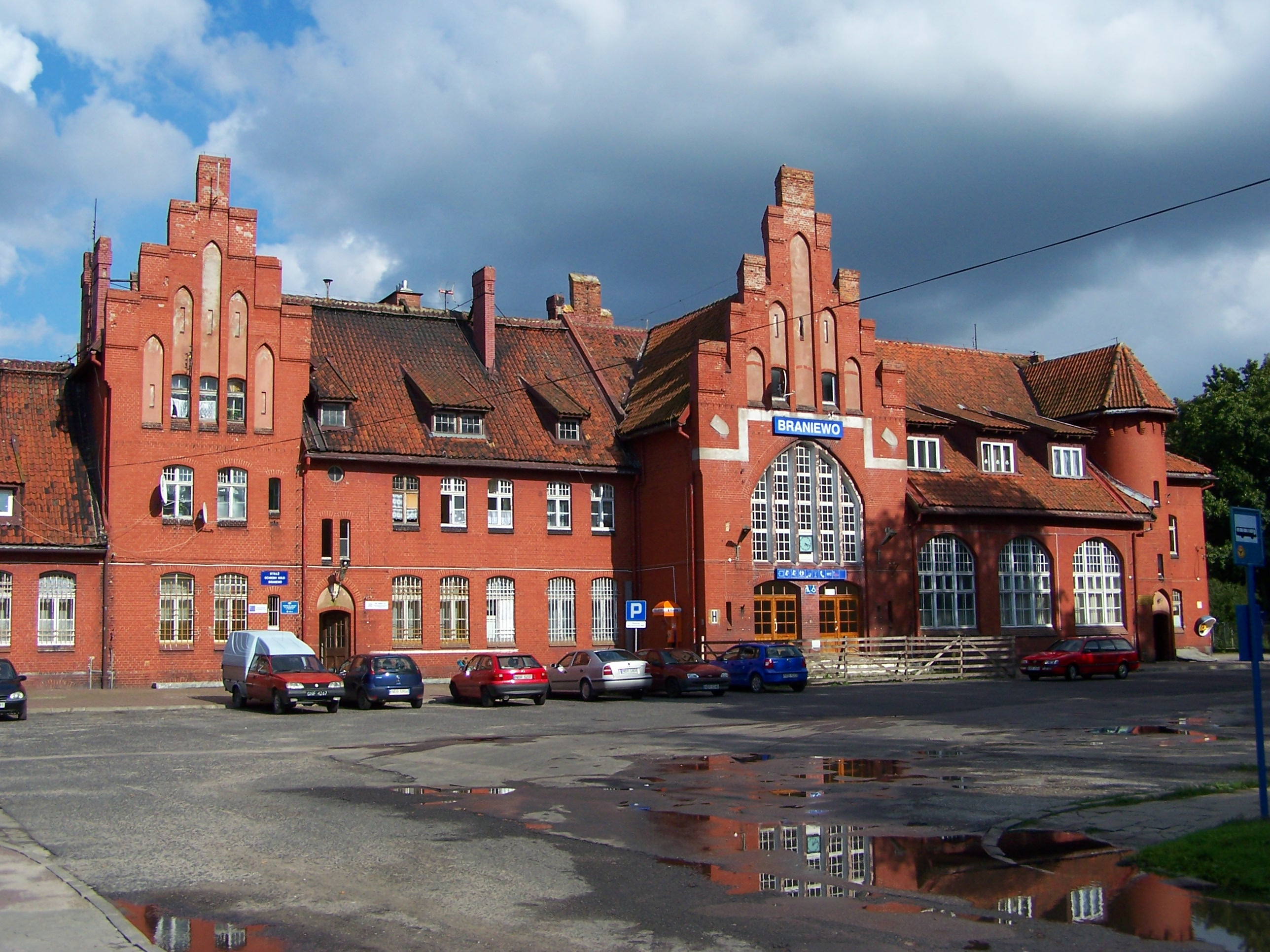
Stationen i Braniewo i Polen, tidigare Braunsberg i Ostpreussen.
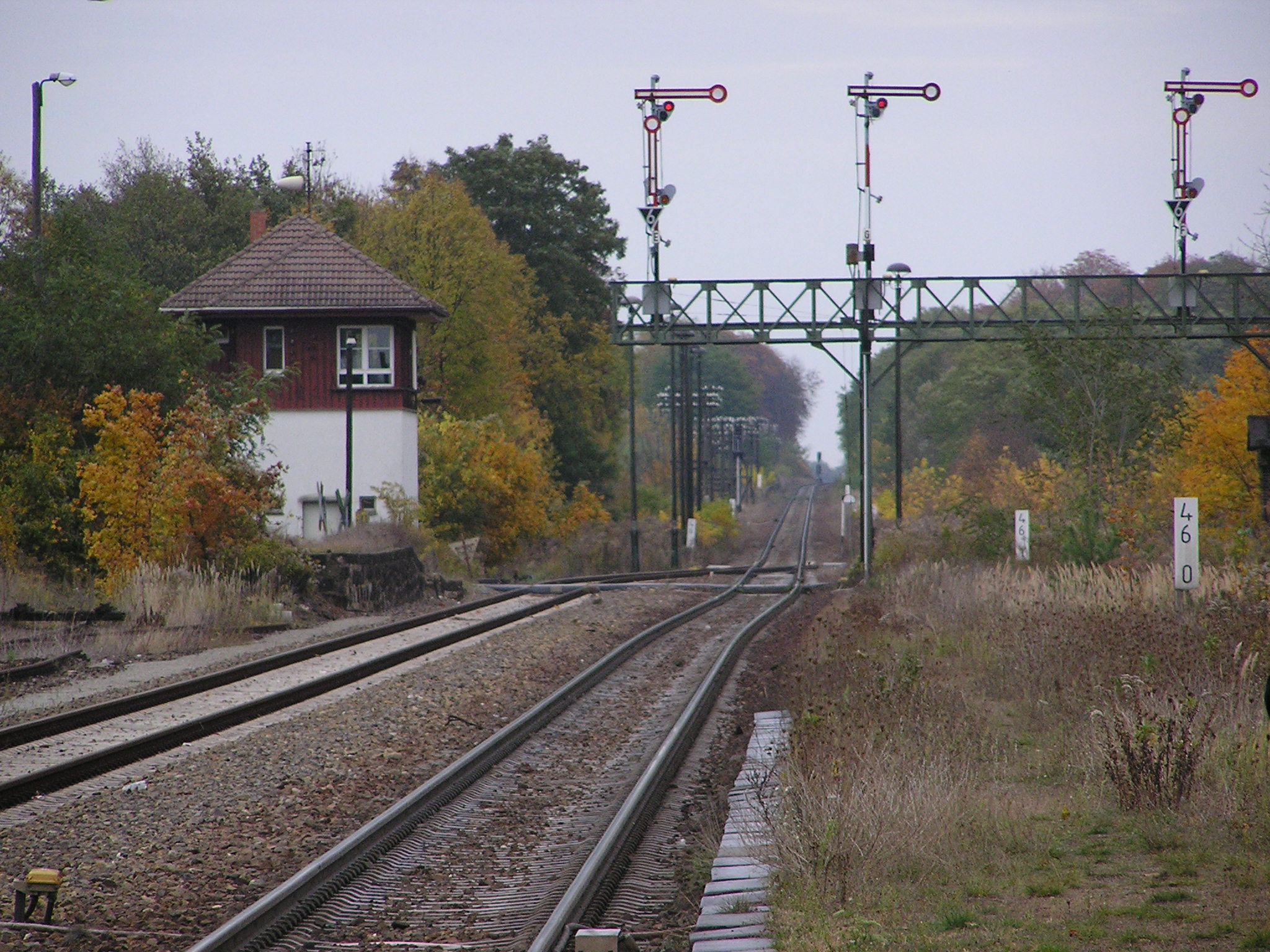
Östbanans gamla sträckning i Tyskland nära Müncheberg.
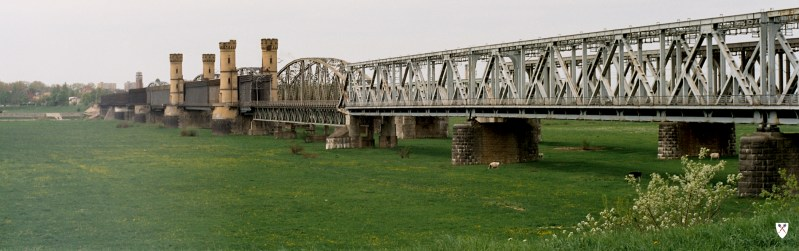
Bron över Wisła nära Tczew (tidigare Dirschau).
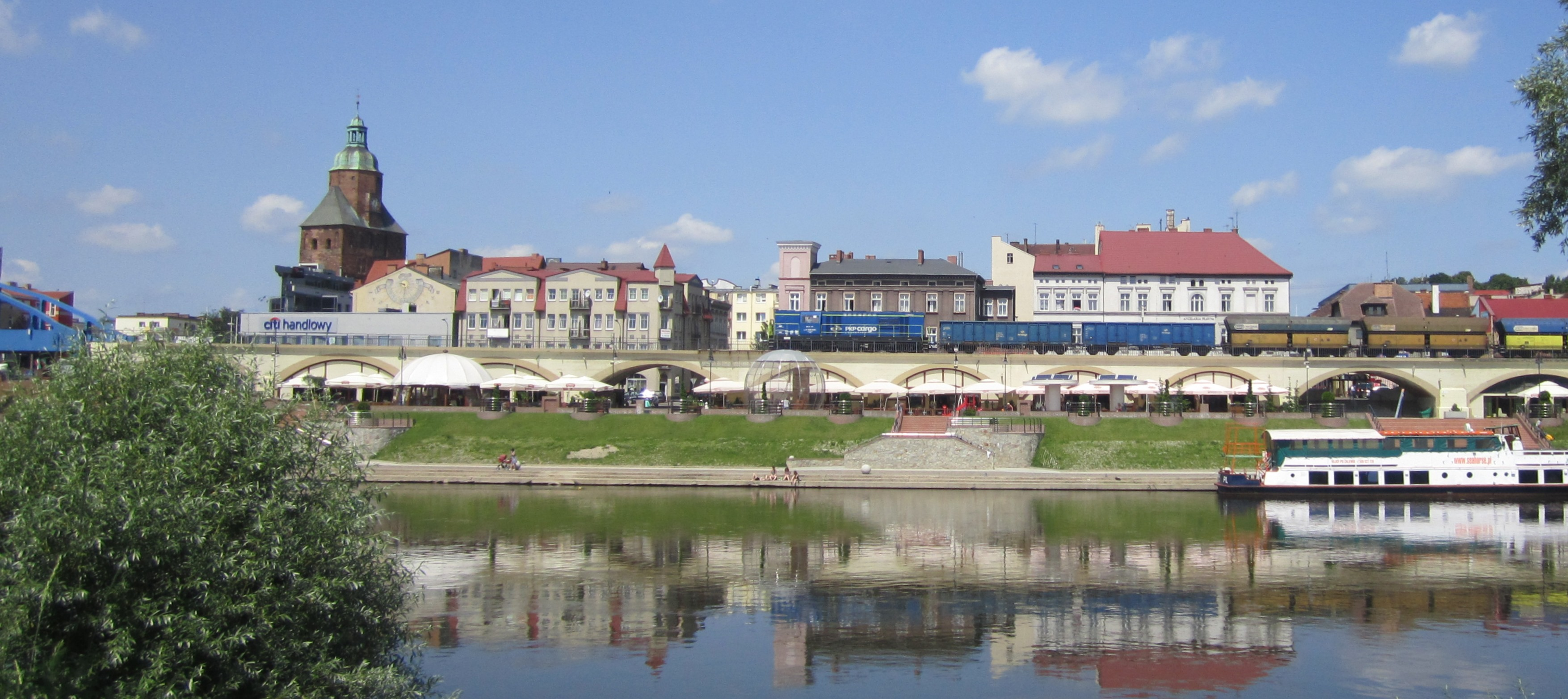
Järnvägsviadukten genom Gorzów Wielkopolski (tidigare Landsberg an der Warthe).
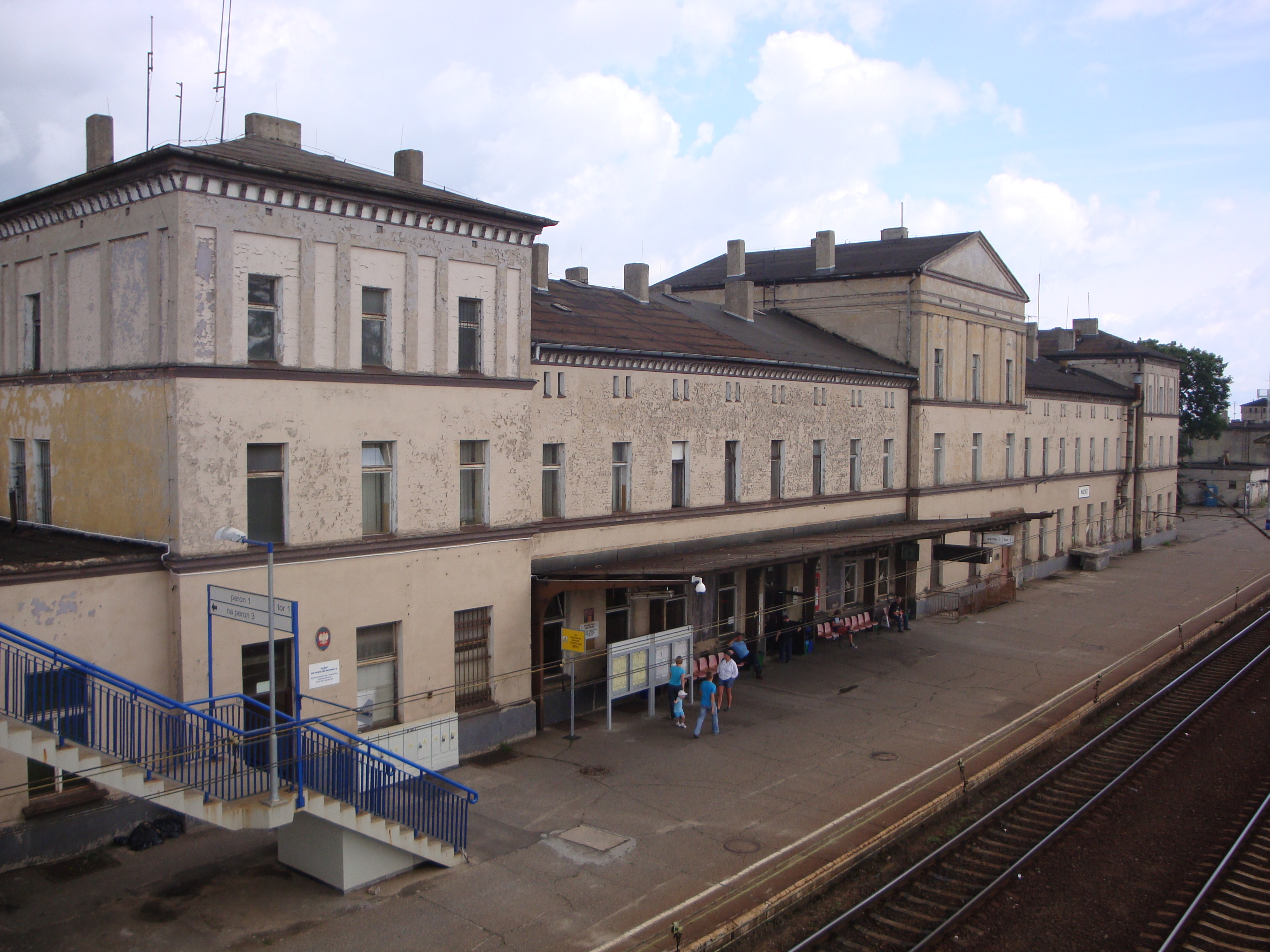
Krzyż Wielkopolskis station, en viktig järnvägsknut på linjen.

## Linjekarta

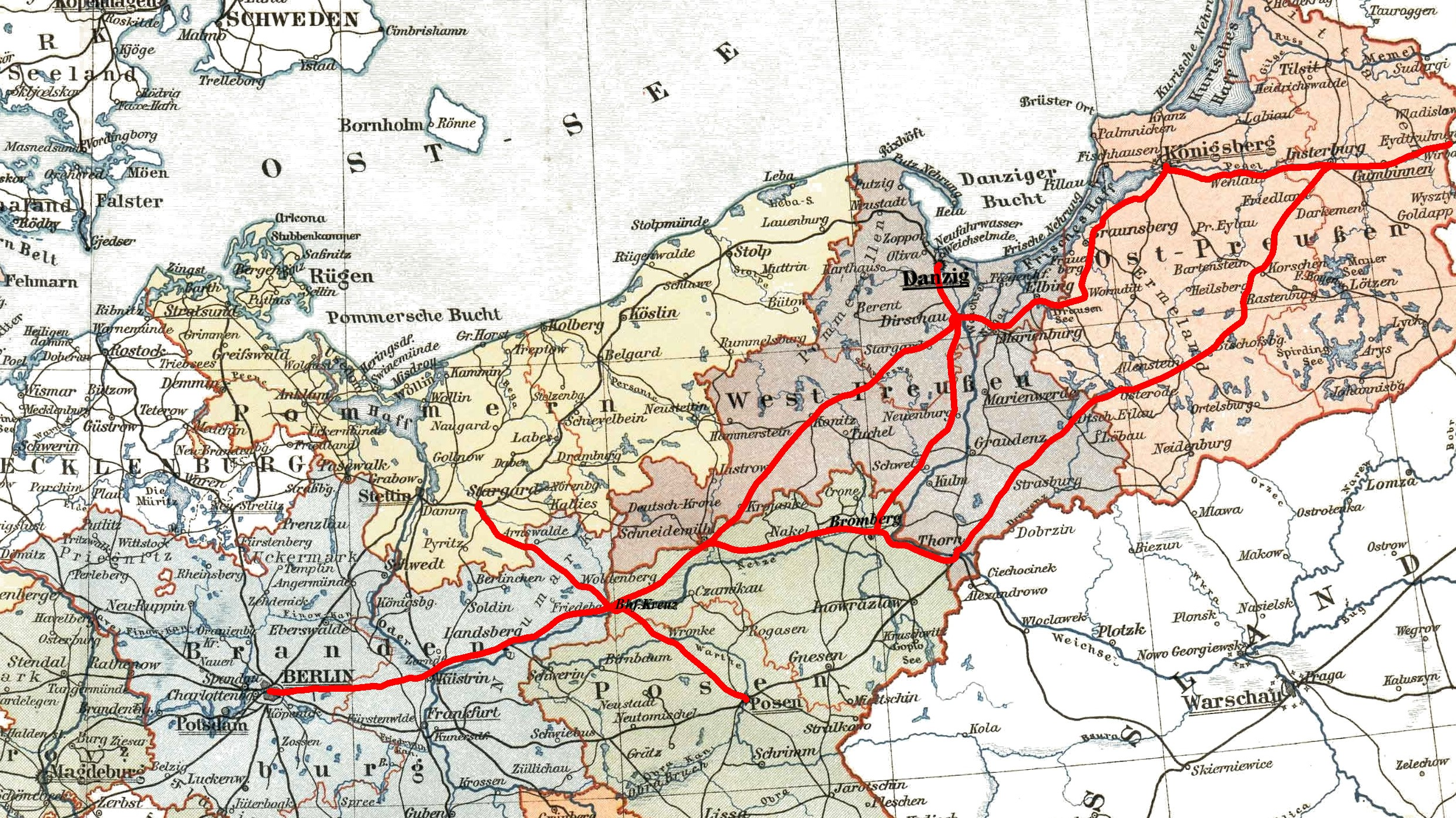
Linjekarta över östbanan omkring år 1900, med dåtidens politiska gränser.